# Kita de buiakesos
La Kita de buiakesos, o chita de buiachesos, è stata un'unità militare attiva in Sardegna tra l'XI ed il XV secolo, con il compito di difendere la persona del giudice, cioè sovrano.

## Storia
La nascita della kita de buiakesos, corpo di guardia addetto alla difese della persona del giudice, della sua famiglia e del suo palazzo, viene fissata nell'XI secolo, periodo di cui sono rimaste testimonianze della civiltà giudicale sarda. La denominazione viene fatta derivare da bolídos aké, vocabolo che in greco significa giavellotto o lancia. La guardia era capeggiata da un Maiore de janna, figura che nei suoi ruoli, era estremamente simile a quella dell'hostarius, capitano delle guardie di palazzo delle longobarde o scozzesi.